# Batocera sentis
Batocera sentis är en skalbaggsart som först beskrevs av Linne 1758.  Batocera sentis ingår i släktet Batocera och familjen långhorningar. Inga underarter finns listade.